# Rour
Pour les articles homonymes, voir Roer.
Ne doit pas être confondu avec Ruhr.
La Rour ou Roer, prononcés tous les deux [ʁuʁ], (en allemand Rur, en néerlandais Roer, en wallon Roule) est une rivière belge, allemande et néerlandaise du bassin versant de la Meuse et un affluent droit de la Meuse.  

## Géographie
Elle naît en Belgique dans les Hautes Fagnes (Fagne wallonne) près du Signal de Botrange où elle porte le nom de Rour (en zone linguistique francophone),,,,. Après quelques kilomètres à l'extrême est de la Belgique, elle entre en Allemagne, dans le land de Rhénanie-du-Nord-Westphalie, où elle porte en allemand le nom de Rur, arrose Montjoie, contourne la région d'Aix-la-Chapelle par l'est pour finir son cours aux Pays-Bas où elle porte le nom néerlandais de Roer.  Elle se jette dans la Meuse à Ruremonde, signifiant littéralement « embouchure de la Rour ».
Elle a donné son nom au département de la Roer de 1795 à 1815.
La rivière a deux affluents d'importance sur le territoire belge : le Schwartzbach (hauteurs de Sourbrodt) et la Schwalm (région de Rocherath et Elsenborn, également connue sous le nom de Schwalmbach et de Perlenbach).  Les affluents importants en Allemagne sont la Wurm à Heinsberg, l'Inde à Jülich et l'Urft  à Rurberg. 

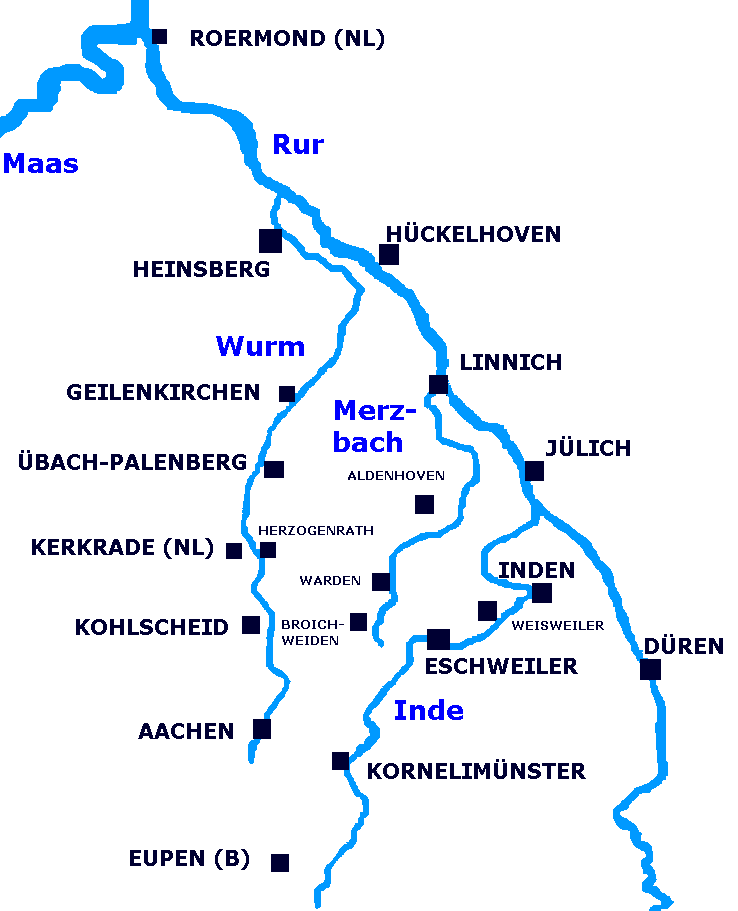
Le cours de la Rour.

## Histoire
Le haut cours de la rivière fut le lieu de déroulement de la Bataille de la forêt de Hürtgen entre septembre 1944 et février 1945.

## Graphies alternatives
Les premiers kilomètres du parcours de la rivière se situent en région  belge de langue française (Fagne wallonne et village de Sourbrodt). Les graphies Rour en français, Rur en allemand, et Roule en wallon, y sont traditionnellement en vigueur.

## Le barrage de la Rour
Entre Simmerath et Heimbach se trouve le deuxième barrage allemand en termes de capacité, le barrage de la Rour avec une superficie de 783 hectares ; sa capacité de stockage d'eau de 205 millions de mètres cubes.

## Rivière homophone
Bien que cela s'écrive différemment, la prononciation est identique pour la rivière Ruhr qui arrose notamment Essen et qui se jette dans le Rhin à Duisbourg.

## Images

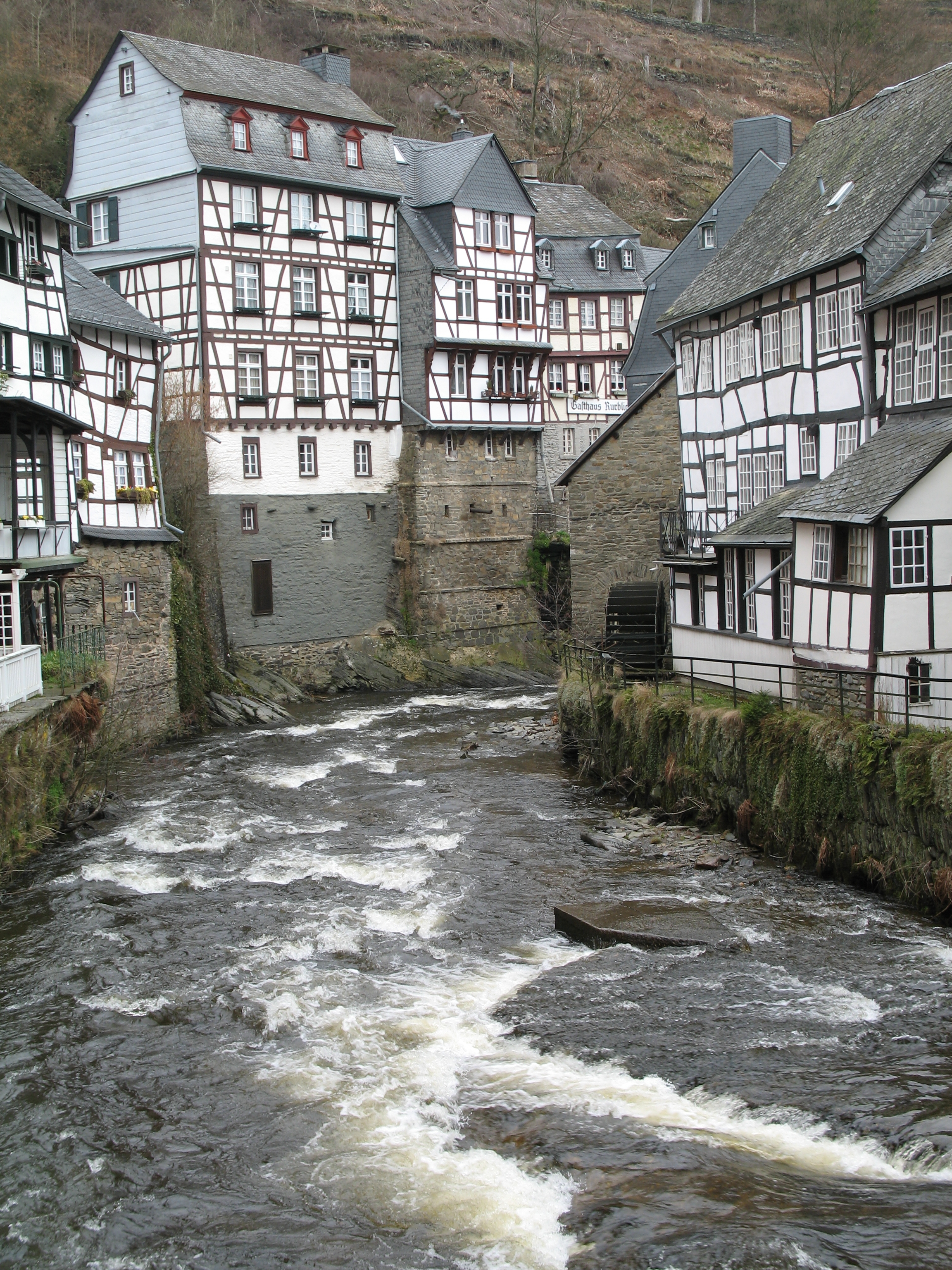
La Rour à Montjoie en Allemagne.
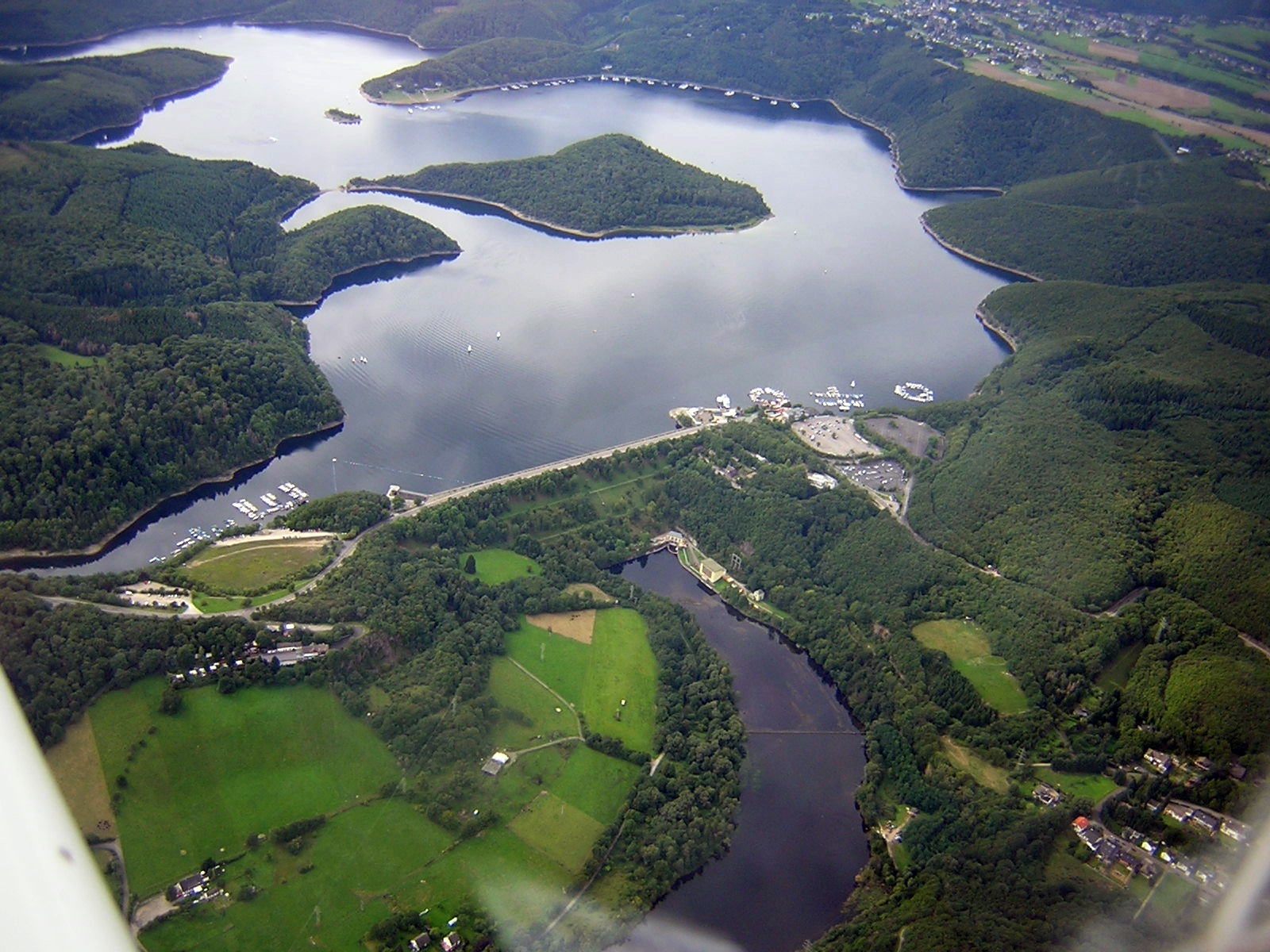
Barrage de retenue et lac de la Rour.
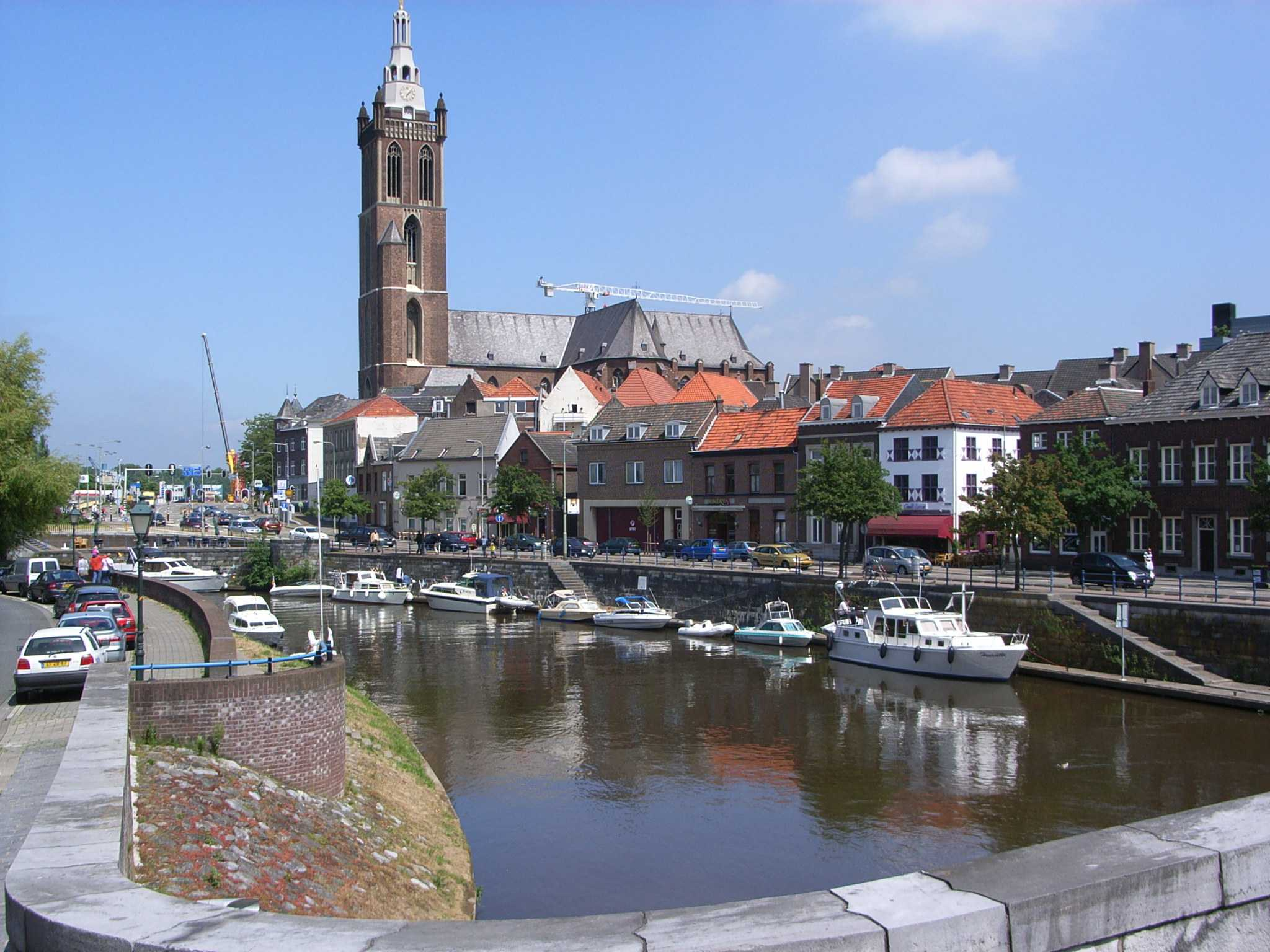
Berges de la Rour à Ruremonde aux Pays-Bas.